# Raquel Rastenni

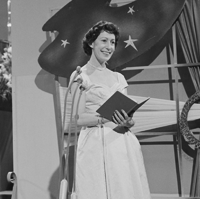
Raquel Rastenni cantando ao vivo no Festival Eurovisão da Canção 1958

Raquel Rastenni (21 de agosto de 1915 - 17 de agosto de  1998)  é o pseudónimo artístico de  Anna Rachel Rastén que foi uma popular cantora  dinamarquesa. Ela nasceu em  Copenhaga e cresceu num pequeno apartamento numa zona pobre do centro da cidade. Os seus pais tinham imigrado para a Dinamarca, vindos da Rússia nos inícios do século XX. O seu pai era alfaiate e a mãe costureira. 
Raquel começou a ua carreira como dançarina numa revista teatral em Helsingør em 1936 e fez a sua estreia como cantora em 1938, quando ela também se estreou  num programa de rádio. Ela cantou com várias orquestras durante os príncípios da década de 1940 e em 1940 formou o seu trio de swing. Nesse mesmo ano, lançou o seu primeiro disco. Ela também fez várias tournés pela Suécia.
Como era judia, ela e a sua família partiram da Dinamarca rumo à Suécia (país neutral) em 1943 para fugir à ocupação da Dinamarca pela Alemanha e à instituição de um governo pró-nazi no país de caráter  anti-semita em que  muitos judeus foram enviados para campos de concentração na Alemanha, Polónia e outros países. Ela esteve a viver até ao fim da Segunda Guerra Mundial  na Suécia, onde continuou ter grande sucesso com a sua carreira, entrando em várias orquestras e em cabaré e variedades. O seu estilo de cantar jazz foi comparado ao de Ella Fitzgerald.
Terminada a Segunda Guerra Mundial em 1945, ela regressou à Dinamarca e nos anos seguintes, ela tornou-se uma cantora de jazz famosa. Entre os seus sucessos contam-se  Vovsen i vinduet de 1953 e Heksedansen ("A Dança das Bruxas") em 1960. A canção que obteve maior sucesso foi e Hele ugen alene ("Sete dias tristes") de 1953, que vendeu mais de  120. 000 cópias. Rastenni foi o primeiro artista dinamarquês a conseguir obter um disco de ouro. Ela continuou ganhando vários prémios ao longo da sua carreira.
Além de cantar em dinamarquês, ela também cantou em sueco, iídiche e em hebraico.
ADeapois de ter vencido a final do  Dansk Melodi Grand Prix de 1958, ela representou a Dinamarca no Festival Eurovisão da Canção 1958, onde interpretou a canção "Jeg rev et blad ud af min dagbog (Eu rasguei uma página do meu diário) que terminou em oitavo lugar, entre 10 participantes. 
Mais tarde, participou no  Dansk Melodi Grand Prix, cantando em dueto Grethe Sønck a canção Hjemme hos os ("Na nossa casa").
Nos finais da década de 1980 retirou-se da vida pública. Morreu em  Skodsborg no norte da ilha de Sjælland uns dias antes de completar os 83 anos.